# Lubalo
Lubalo és un municipi de la província angolesa de Lunda-Nord. Té una població de 18.301 habitants. Comprèn les comunes de Lubalo, Luangue i Muvulege. Limita al nord amb els municipis de Caungula i Cuílo, a l'est amb els municipis de Lucapa i Saurimo, al sud amb el municipi de Cacolo, i a l'oest amb els municipis de Capenda Camulemba i Cuango.